# CD Águila
Club Deportivo Águila – salwadorski klub piłkarski z siedzibą w mieście San Miguel, stolicy departamentu San Miguel. Występuje w rozgrywkach Primera División. Domowe mecze rozgrywa na obiekcie Estadio Juan Francisco Barraza.

## Osiągnięcia

### Krajowe
- Primera División

| zwycięstwo (17):     | 1959, 1961, 1964, 1964, 1968, 1972, 1976, 1977, 1983, 1988, 1999 (A), 2000 (A), 2001 (C), 2006 (C), 2012 (C), 2019 (C), 2023 (A) |
| drugie miejsce (13): | 1962, 1967, 1980, 1984, 1987, 1991, 2003 (A), 2009 (A), 2010 (C), 2014 (A), 2016 (C), 2020 (A), 2022 (C)                         |

- Copa El Salvador

| zwycięstwo (1):     | 2000 |
| drugie miejsce (1): | 2006 |

- Campeón de Campeones

| zwycięstwo (1):     | 2019 |
| drugie miejsce (0): | –    |

- Supercopa de El Salvador

| zwycięstwo (1):     | 2019 |
| drugie miejsce (0): | –    |

### Międzynarodowe
- Puchar Mistrzów CONCACAF

| zwycięstwo (1):     | 1976 |
| drugie miejsce (0): | –    |

- Copa Interclubes UNCAF

| zwycięstwo (0):     | –    |
| drugie miejsce (1): | 1973 |

## Historia
Águila założony został 15 lutego 1926 roku, a pierwszym prezydentem klubu został Victor Vanegas. Na początku klub promował głównie baseball, a dopiero potem piłkę nożną i koszykówkę. Piłka nożna stała się główna dyscypliną dopiero po 1956 roku. Trzy lata później było już pierwsze mistrzostwo kraju. Dziś klub jest jednym z najsilniejszych w Salwadorze i ma także duże uznanie wśród krajów CONCACAF.

### Trenerzy
- Julio César Cortés

## Aktualny skład
Stan na 1 października 2023.
| Nr | Poz. | Piłkarz                |
| -- | ---- | ---------------------- |
| 1  | BR   | Rafael García          |
| 2  | OB   | Julio Sibrián          |
| 3  | OB   | Rómulo Villalobos      |
| 4  | OB   | Fredy Espinoza         |
| 5  | PO   | Tomás Granitto         |
| 6  | NA   | Dixon Rivas            |
| 7  | NA   | Duvier Riascos         |
| 8  | NA   | Lucas Ventura          |
| 9  | NA   | Óscar Cerén            |
| 10 | PO   | Gerson Mayén (kapitan) |
| 11 | NA   | Brayan Paz             |
| 12 | NA   | Santos Ortiz           |

| Nr | Poz. | Piłkarz          |
| -- | ---- | ---------------- |
| 13 | OB   | Alexander Larín  |
| 14 | PO   | Melvin Cartagena |
| 16 | OB   | Kevin Melara     |
| 17 | OB   | Juan Barahona    |
| 20 | OB   | Carlos Pimienta  |
| 21 | NA   | Carlos Salazar   |
| 22 | BR   | Benji Villalobos |
| 24 | PO   | Darwin Cerén     |
| 27 | PO   | Marcelo Díaz     |
| 28 | OB   | Ronald Rodríguez |
| 30 | OB   | Allexon Saravia  |
| 32 | OB   | Wálter Pineda    |